# 光
光（）は広義には電磁波を意味し, 狭義には電磁波のうち可視光（波長が380 nmから760 nmのもの）をいう。
狭義の光は非電離放射線の一つ。

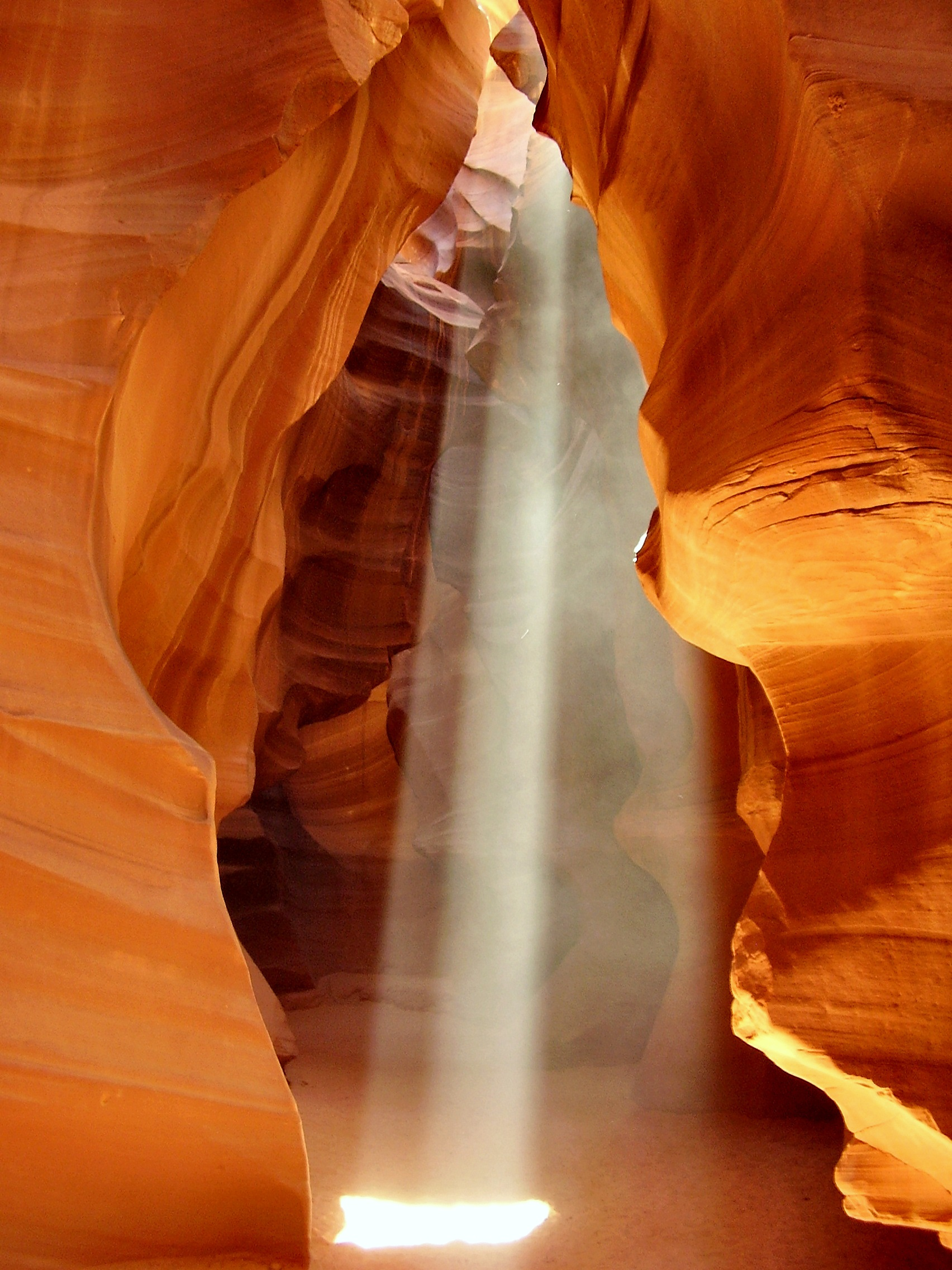
上方から入ってきた光の道筋が、散乱によって見えている様子。（米国のアンテロープ・キャニオンにて）

光が電磁波の一種であることを、初めて実験により証明したのは、ドイツの物理学者ハインリヒ・ヘルツであると言われている。

## 基本的性質
- 直進

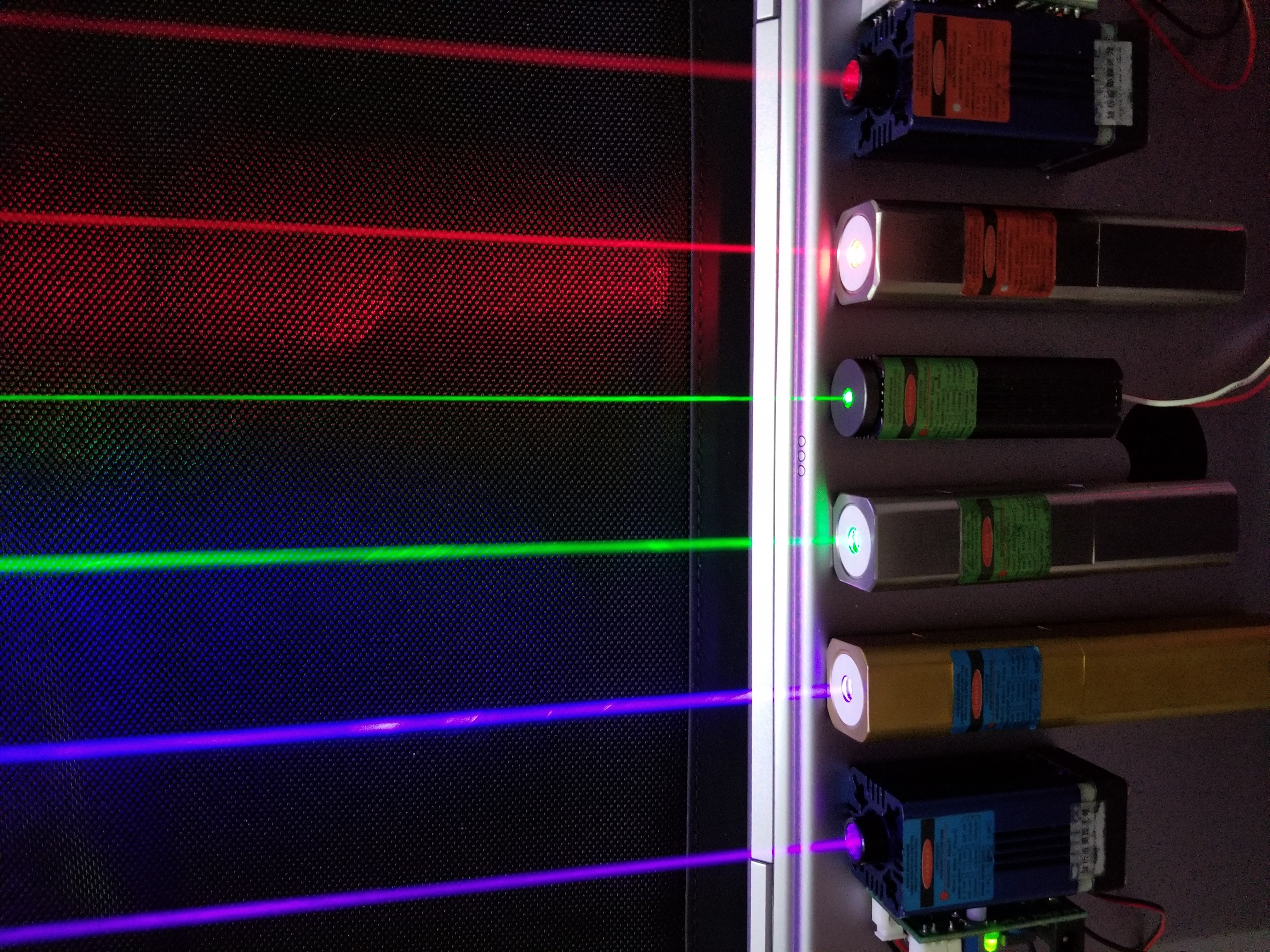
レーザー光

  - 光は均質な媒質の内部では直進する[1]（エウクレイデスの「光の直進の法則」）。厳密には、重力場では光の経路も彎曲する[3]。
- 反射・屈折
  - 光は異なる媒質の境界面で反射あるいは屈折する[1]。屈折率も参照。
  - 凸凹の無い平面鏡に当たった光は、鏡に当たったときと同じ角度で反射する（エウクレイデスの「光の反射の法則」）。
  - 光の屈折の際は、スネルの法則が成立する。
- 透過・吸収
  - 光が透明な媒質の境界面に当たったとき、その一部は境界面で反射するが、残りは媒質の内部を通過する現象を透過という[1]。
  - 光が透明な媒質の内部を通過するとき、その内部へ吸収変換される現象を吸収という[1]。
- 干渉・回折
  - 二つの光波（位相差が時間とともに変化しない同一周波数のコヒーレントな二つの光）が重なり合うことで光が強くなったり弱くなったりする現象を干渉という[1]。
  - 光が伝搬するときに障害物の後方に回り込む現象を回折という[1]。
- 自然光と偏光
  - 光速（光の速さ）は、光源の運動状態にかかわらず、不変である（光速度不変の原理）。また、光は媒質を必要とせず、真空中を伝播することができる。

## 光の理論のタイム・テーブル
- 紀元前4世紀 エウクレイデス（ユークリッド）、光の直進の法則、光の反射の法則を発見。
- 10世紀 - 11世紀、イブン・アル＝ハイサム（アルハゼンとも。965年-1040年）『光学の書』、アラビア語（原語）: Kitāb al-Manāẓir (كتاب المناظر)、 ラテン語: De Aspectibus or Perspectiva、英語 Book of Optics。七巻にもおよぶ光学の書。13世紀にはラテン語に翻訳されヨーロッパで広まった。科学的方法で光を研究しており、ベーコン、ウィテロ、ケプラー、ニュートンなどに大きな影響を与え、彼らの研究手法（科学的方法）や光学研究などに多大な影響を与えている。バーゼルでの初版は1572年（『光学法典』）。
- 1611年 ヨハネス・ケプラー、光の逆2乗の法則を発見。
- 1621年 スネルが光の屈折の法則（スネルの法則）を発見。
- 1637年 デカルトが『屈折光学』で光の屈折反射を論じる。
- 17世紀[いつ?] ニュートンによる光の分散の実験
- 17世紀[いつ?] レーマーによる光速度の測定
- 1690年 ホイヘンス『光についての論考』 - ホイヘンスの原理
- 1704年 ニュートン『光学』
- 1800年ごろ、ヤングの実験
- 1847年 マイケル・ファラデーによる偏光の実験
- 1850年ごろ、レオン・フーコーやアルマン・フィゾーの光速度の測定
- ウェーバによる電磁波の速度の測定
- 19世紀 マクスウェルの方程式
- 1881年 マイケルソン・モーリーの実験
- 1905年 アインシュタインの光量子仮説
- 1958年 チャールズ・タウンズによるレーザーの発明

## 光の粒子性と波動性

### 粒子説と波動説
「光は粒子なのか? それとも波なのか?」 この問題は20世紀前半まで、学者たちを大いに悩ませた。なぜなら、光が波であるとしなければ説明できない現象（たとえば光の干渉、分光など）と、光が粒子であるとしなければ説明できない現象（たとえば光電効果など）が存在していたからである（詳細は後述）。
この問題は、20世紀に量子力学が確立していく中でようやく解決することになった。不確定性原理によって生じた問題を説明するため、1927年にニールス・ボーアが、一方を確定すると他方が不確定になるような2つの量は、互いに補い合いあうことにより対象の完全な記述が得られるとする、相補性という概念を提唱したのである。この考え方が受け入れられ、「光は〈粒子性〉と〈波動性〉を併せ持つ」と表現されるようになった。

### 光の粒子性
ニュートンによって、光は粒子だとする説が唱えられた（粒子説）。アインシュタインは光子の概念を提唱し、これは現在まで用いられている。
粒子（量子）としての光を光子（光量子）という。光子は電磁場の量子化によって現れる量子の1つで、電磁相互作用を媒介する。
- {\displaystyle E=h\nu } ... 光のエネルギーEは振動数 {\displaystyle \nu } に比例する（比例定数 h はプランク定数）
- {\displaystyle p={\frac {h}{\lambda }}} ... 光の運動量の大きさpは波長 {\displaystyle \lambda } に反比例する

このため波長の短いX線などにおいて、光の粒子性は特に顕著となる。

### 光の波動性
光は波動として振る舞い反射・屈折・回折などの現象を起こす。
ヤングの実験（1805年）により光の波動説として証明され、その後マクスウェルらにより光波は電磁波であることが示された。厳密にはマクスウェルの方程式で記述されるベクトル波であり偏光を持つが、波動光学では簡略化のためにスカラー波として扱うことが多い。
波動としての光を光波と呼ぶ。
- 光のエネルギーは電場の振幅の2乗に比例する
- 運動量はポインティング・ベクトルに比例する

## 光の思想史
光は様々な思想や宗教において、超越的存在者の属性を示すものとされた。古くから宗教に光は登場しており、より具体的には太陽と結びつけられることも多かった。古代エジプトの神、アメン・ラーなどはその一例である（太陽神も参照可）。プラトンの有名な「洞窟の比喩」では、光の源である太陽と最高原理「善のイデア」とを結びつけている。
新プラトン主義では、光に強弱や濃淡があることから、世界の多様性を説明しようとしており、哲学と神秘主義が融合している。例えばプロティノスは「一者」「叡智（ヌース）」「魂」の3原理から世界を説明し、「一者」は、それ自体把握され得ないものであり光そのもの、「叡智（ヌース）」は「一者」を映し出しているものであり太陽であり、「魂」は「叡智」を受けて輝くもので月や星であるとし、光の比喩で世界の説明を論理化した。この新プラトン主義は魔術、ヘルメス主義、グノーシス主義にまで影響を及ぼした、とも言われている。
『新約聖書』ではイエスにより「私は、世にいる間、世の光である」（ヨハネ福音書 9:5）と語られる。またイエスは弟子と群集に対して「あなたたちは世の光である」（地の塩、世の光）と語る。ディオニュシオス・アレオパギテースにおいては、父なる神が光源であり、光がイエスであり、イエスは天上界のイデアを明かし、人々の魂を照らすのであり、光による照明が人に認識を与えるのだとされた。この思想はキリスト教世界の思想に様々な形で影響を与えた。しばしば光＝正義、闇＝悪の二元対立としてたとえて語られた。
グノーシス主義では光と闇の二元的対立によって世界を説明した。
仏教では、光は、仏や菩薩などの智慧や慈悲を象徴するものとされる。